# Inula verbascifolia
Inula verbascifolia là một loài thực vật có hoa trong họ Cúc. Loài này được (Willd.) Hausskn. mô tả khoa học đầu tiên năm 1895.